# Церква Святої Богородиці (Кишинів)
Церква Святої Богородиці (вірм. Սուրբ Աստվածածին եկեղեցի) — храм Вірменської Апостольської церкви в місті Кишинів, Молдова.

## Історія
За деякими даними, ця церква була збудована на руїнах старого молдавського храму. Як і весь Кишинів, в 1739 стародавня молдавська церква згоріла, а в 1804 на її місці була побудована нова, але вже вірменська.

## Архітектурний стиль
Судячи з архітектурно-планувального рішення плану церкви у вигляді нефа з напівкруглою апсидою і прибудова двоярусної дзвіниці із заходу можна припустити, що стиль будівництва храму відноситься до XVIII століття.
Основний обсяг церкви — витягнутий паралелепіпед, закруглений зі східного боку і висока дзвіниця над західним притвором, що завершується шатровим перекриттям. Зразком вірменської архітектури також є стрілчасті арки отворів південного бокові вівтарі з декоративними колонками, чиста кладка стін. Після 1817 до притвору церкви був прибудований портик (трьохарковий з півдня і одноарковий із заходу і сходу). Стиль споруди дуже відрізняється від архітектури церкви. Особливо виділяється аркатура портика, вирішена у вигляді стрілчастих арок та своєрідних арабських колон та капітелів.
Стіни, перекриття, контрфорси храму виконані з цегли та каменю, оштукатурені. Фундамент зроблений із буту. Стіни портика складені з чисто тесаного каменю світло-сірого та темно-сірого кольорів. Зовнішній вигляд церкви Сурб Аствацацін справляє враження ґрунтовності, монументальності. Будівля церкви разом із підсобно-господарськими спорудами становить чудовий архітектурний ансамбль.

## Галерея

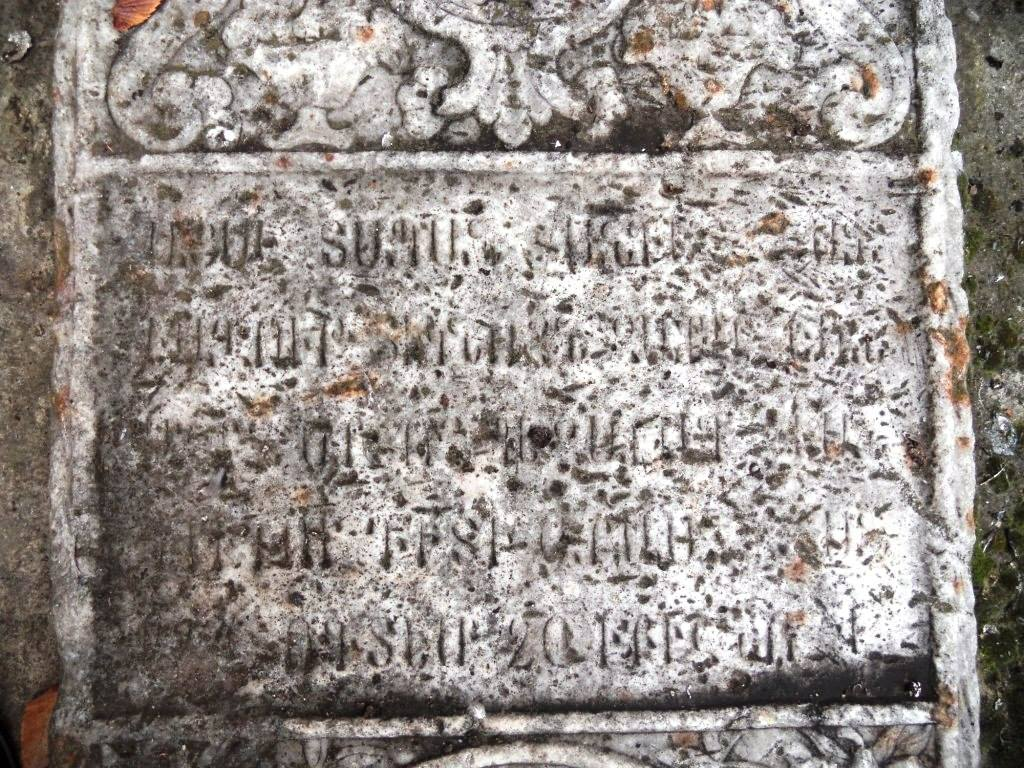
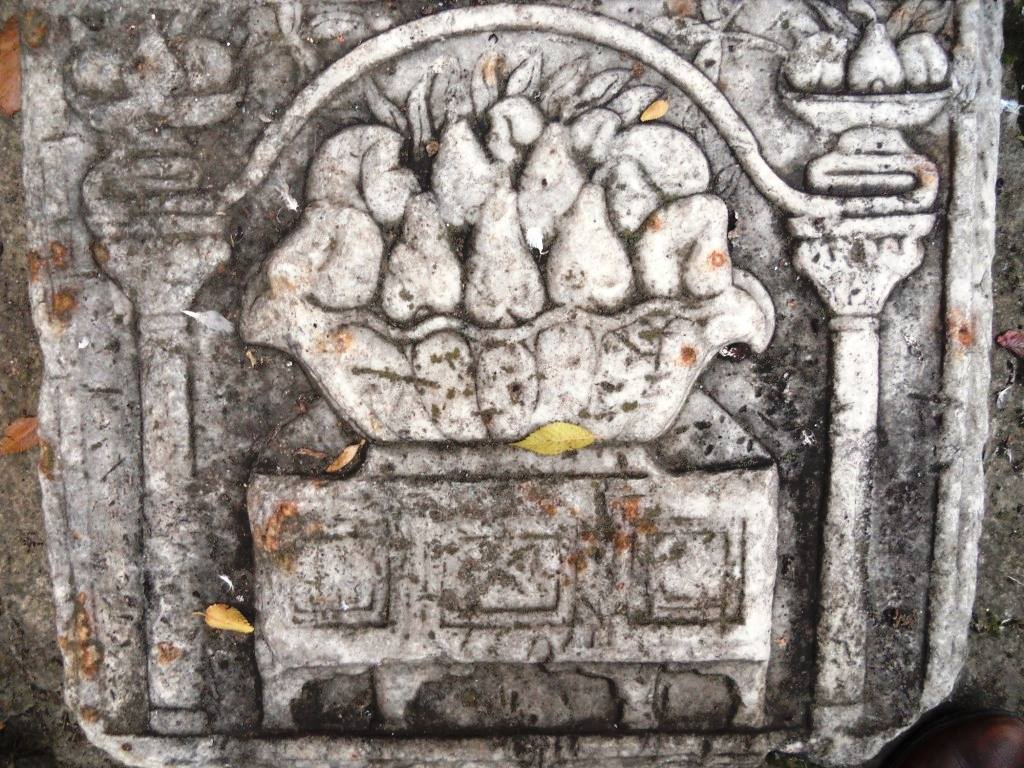
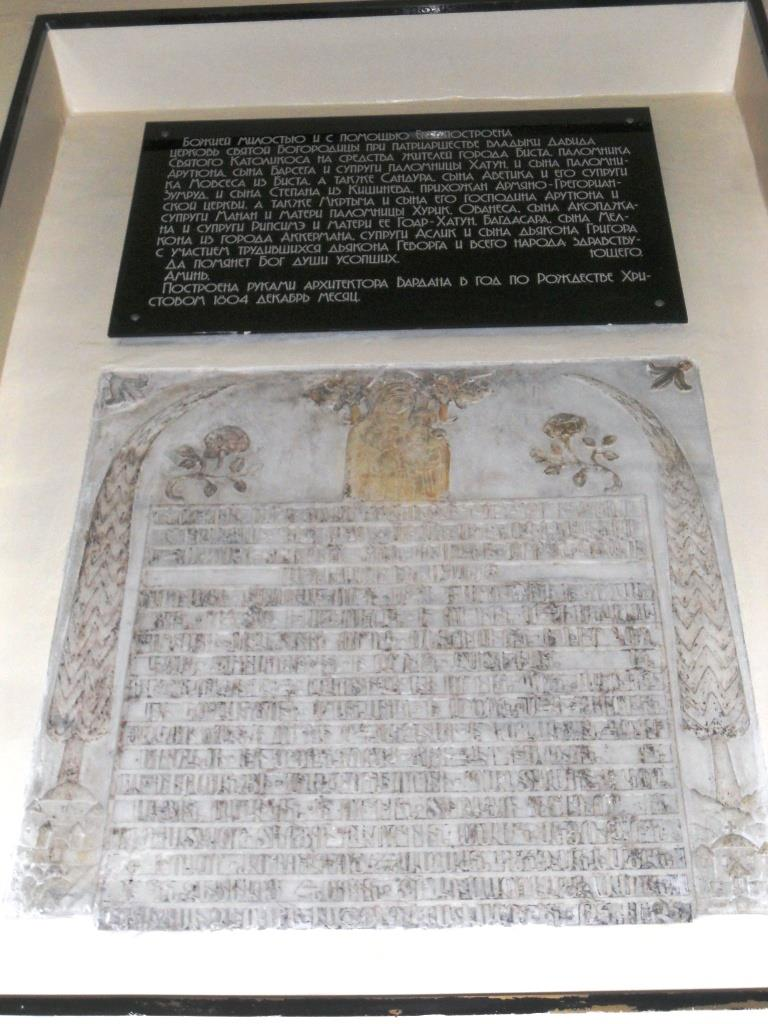
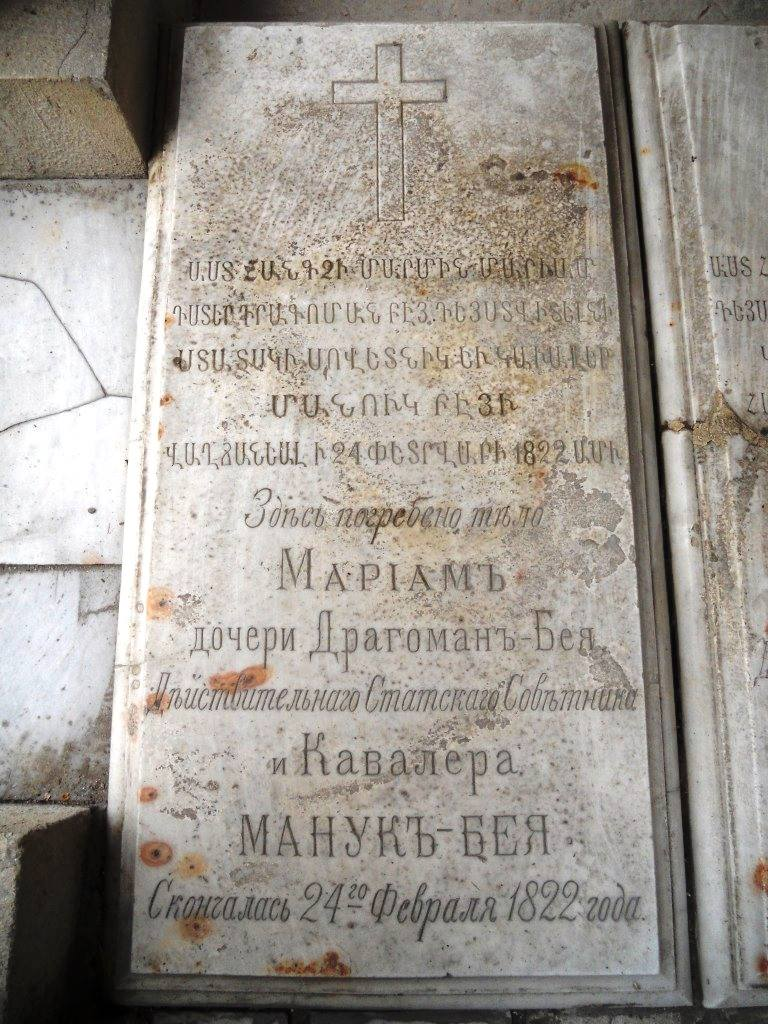
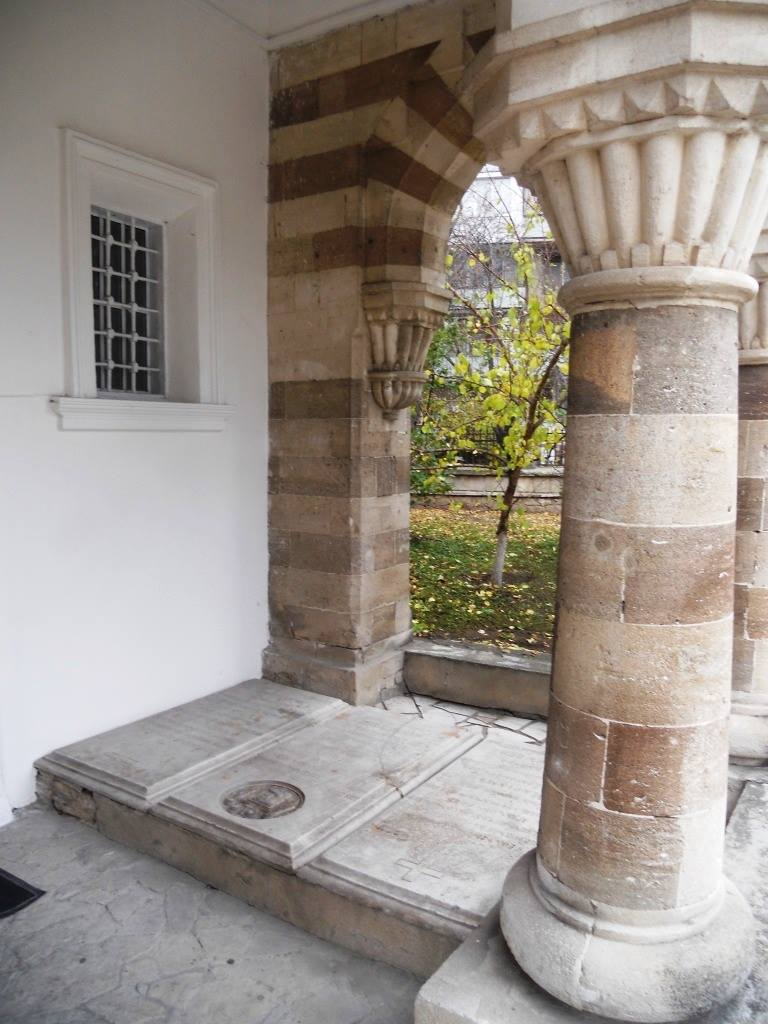
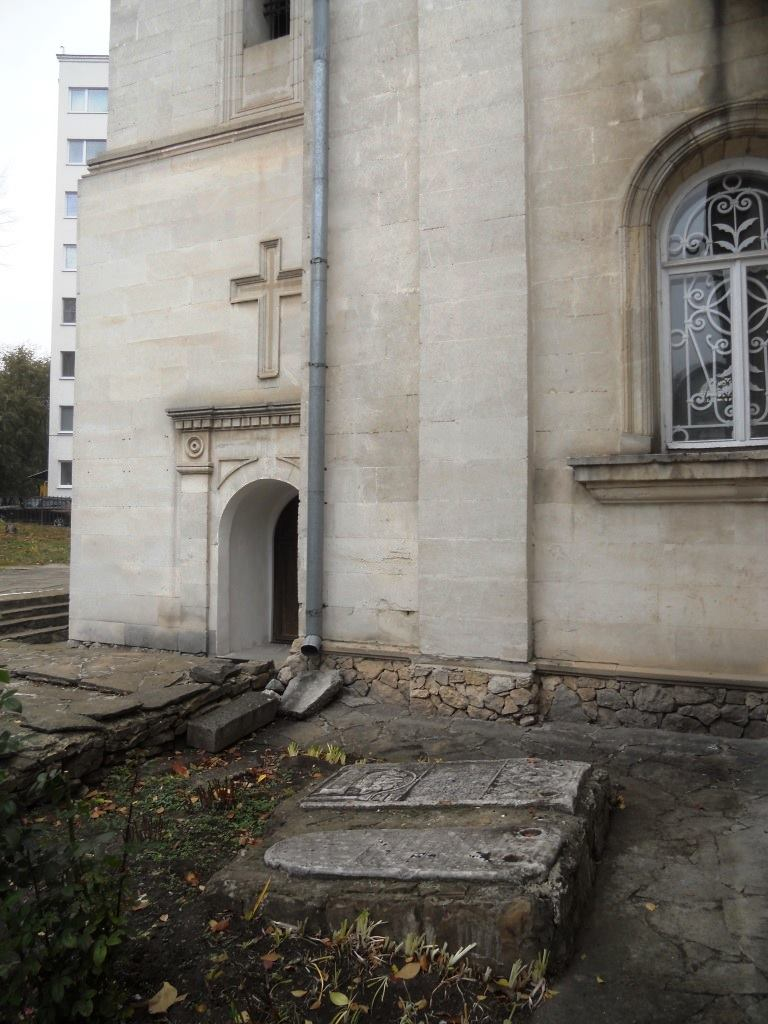
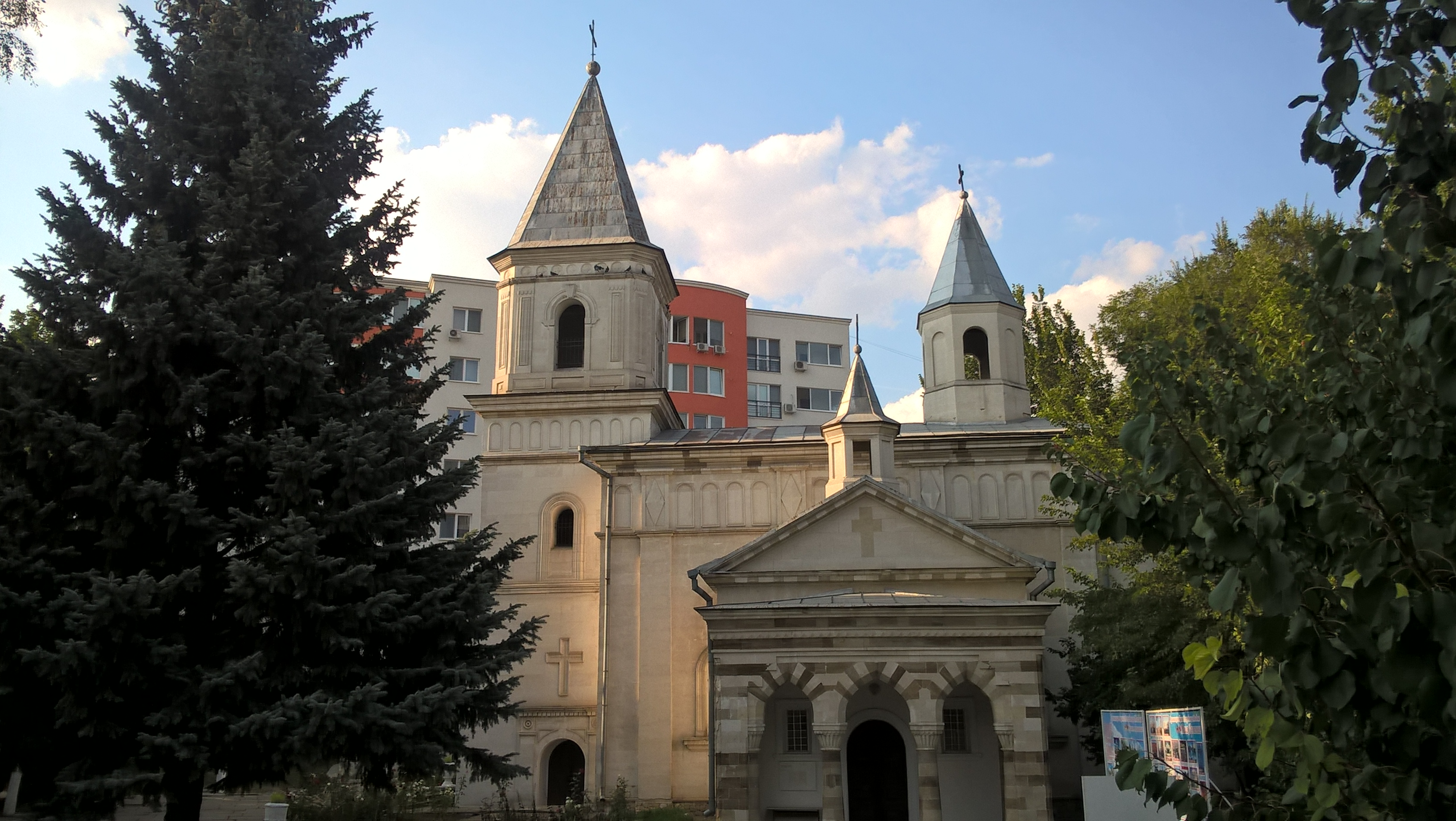
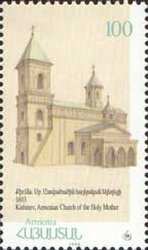